# Heimbachsiedlung / Teurershof
Heimbachsiedlung / Teurershof  ist ein Stadtteil Schwäbisch Halls.

## Namen
Die Heimbachsiedlung ist benannt nach dem an sie angrenzenden alten Weiler Heimbach.
Der Teurershof war ein schon im Hochmittelalter bestehendes reiches Hofgut der Reichsstadt Hall. Seinen Namen hat er von der Stadtadelsfamilie Teurer (Theurer). Später im Besitz der ritteradligen Bürgerfamilie Bachenstein, kam er von diesen im 15. Jahrhundert an das Haller Spital.

## Sakralbauten
Im Stadtteil an der Naumannstr. 6 befindet sich ein christl. Sakralbau: die Pfarrkirche „Christus König“. Diese wurde nach Entwürfen des Architekten Hans Georg Reuter erbaut und am 12. März 1961 geweiht. Konsekrator war der Weihbischof Wilhelm Sedlmeier und das Patrozinium ist der Christkönigssonntag. Bemerkenswert das Christus-König-Mosaik von Dieter Franck sowie die Chorraumgestaltung von 2003 durch Joseph A. Schaeble. An der Stauferstraße 34 befindet sich auch die Sophie-Scholl-Kirche.

## Profanbauten
Der Teurershof am Teurerweg 2 beherbergt heute eine Freie Waldorfschule. 1827 beherbergte es die Armenverwaltung Hall. Der Gebäudekomplex bestand aus einem Wohnhaus mit 5 Stallungen, Oekonomie-Gebäude, Backhaus, Waschhaus, Hofraum, Garten und Keller(haus), zusammen 1 5/8 Morgen. Der Teurershof wurde aus den Steinen der  Burg zum Wiesenstein der Herren von Hainbach (Stammverwandte der Schlez/Schletz) erbaut, die sich in Heimbach befand.
Der Gebäudekomplex steht unter Denkmalschutz.